# Энджел, Джоанна
Джоа́нна Э́нджел (англ. Joanna Angel; род. 25 декабря 1980, США) — американская порноактриса и режиссёр порнофильмов. Лауреат премии AVN Awards.

## Биография
Родилась в еврейской религиозной семье эмигрантки из Израиля и американского еврея. По её словам, в семье тщательно соблюдали религиозные предписания иудаизма — шаббата и кашрута: «Я никогда не ела хамец во время Песаха и постилась в период празднования Йом-Кипура». В 13 лет, по её словам, она стала отдаляться от иудаизма. Энджел называет себя наиболее прилежно соблюдающей религиозные ритуалы еврейской порноактрисой. Она владеет ивритом. В 1998 году окончила школу River Dell Regional High School, поступив затем в Ратгерский университет в Нью-Джерси, где получила степень бакалавра искусств в области английской литературы. Во время учёбы она работала в фастфуд-ресторанах.
После получения квалификации Джоанна переехала в Бруклин, где занялась созданием порносайта BurningAngel.com, работая по ночам стриптизёршей. Её сайт, посвящённый так называемой «альтернативной порнографии», привлёк внимание ряда СМИ. С 2004 года Энджел снялась более чем в 50 порнофильмах и выступила режиссёром нескольких из них. По её словам, она работает под настоящим именем Джоанна, Энджел — сценический псевдоним.
В 2006 году Джоанна стала лауреатом порнопремии AVN Awards в номинации «Самая жёсткая сцена», в 2007 году была номинантом премии за участие в нескольких фильмах («лучшая сцена анального секса», «лучшая актриса», «лучший режиссёр», «лучший сценарий»). Автор главы из книги «Открытые амбиции: Женщины-порнографы и Как они меняют секс-индустрию» (Naked Ambition: Women Pornographers and How They Are Changing the Sex Industry).

## Частичная фильмография
- BurningAngel.com — The Movie (2005)
- Tristan Taormino’s House of Ass (2005)
- Joanna’s Angels (2005)
- Neu Wave Hookers (2005)
- Re-Penetrator (2005)
- Cum On My Tattoo (2006)
- Grand Theft Anal 10 (2007)
- Fucking Girls 5 (2007)
- Fuck Me in the Bathroom 2 (2008)

## Премии и номинации

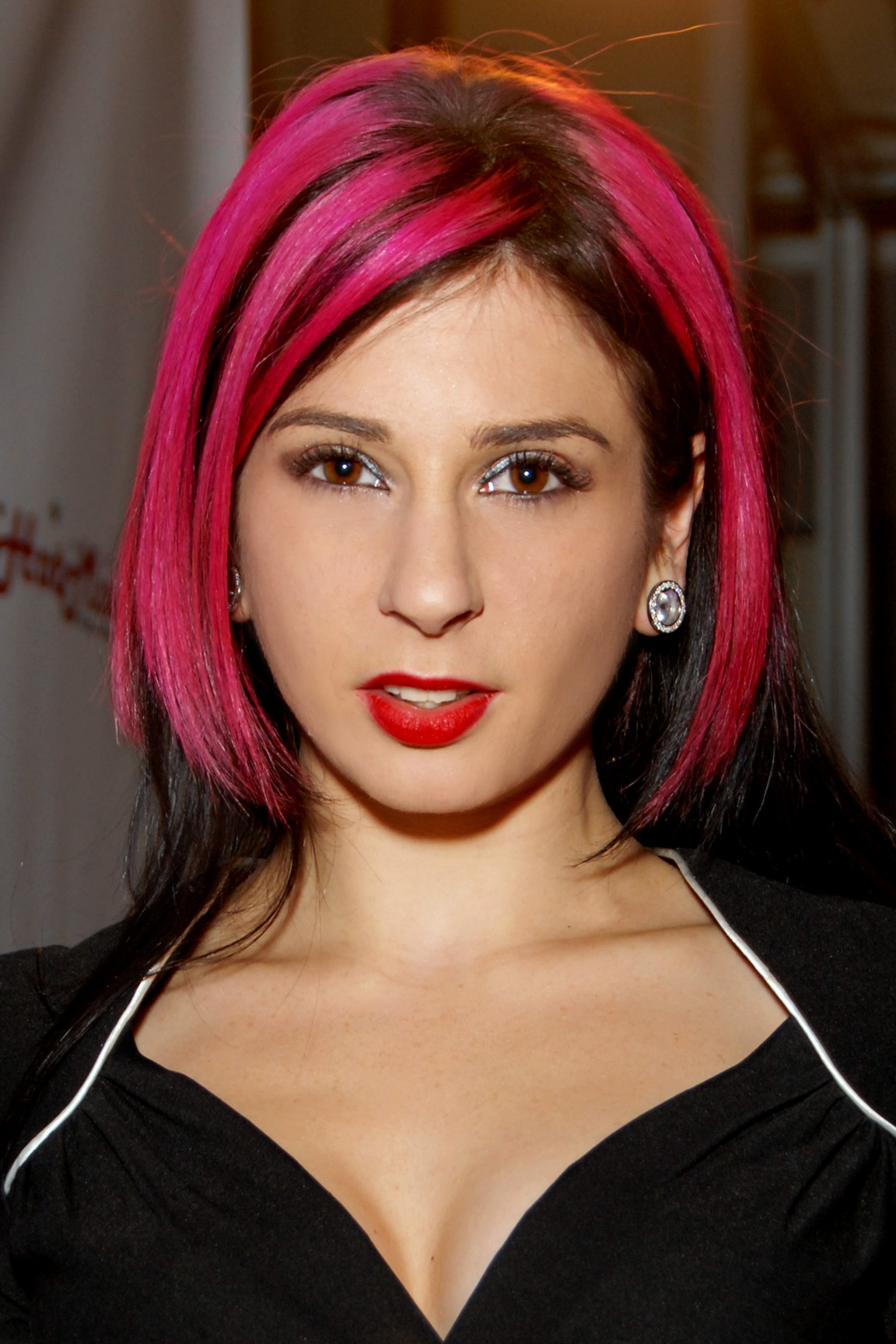

- 2006 AVN Award — Most Outrageous Sex Scene — Re-Penetrator (с Томми Пистолем)[11]
- 2007 AVN Award — Best Sex Comedy — Joanna’s Angels 2: Alt Throttle[12]
- 2007 XBIZ Award – Crossover Move of the Year[13]
- 2008 XRCO Award — Best On-Screen Chemistry (с James Deen)[14]
- 2008 AVN Award — Best Specialty Release, Other Genre — Cum on My Tattoo 3 (Burning Angel Entertainment)[15]
- 2011 AVN Award — Best Porn Star Website — JoannaAngel.com[16]
- 2011 AVN Award — Best Solo Sex Scene — Rebel Girl[16]
- 2011 NightMoves Award – Best Director (Editor's Choice)[17]
- 2012 NightMoves Award – Best Individual Website (Editor's Choice) – JoannaAngel.com[17]
- 2012 NightMoves Triple Play Award (Dancing/Performing/Directing)[18]
- 2013 AVN Award — Best Solo Sex Scene — Joanna Angel: Filthy Whore[19]
- 2013 AVN Award — Best Porn Star Website — JoannaAngel.com[19]
- 2013 NightMoves Award – Best Ink (Editor's Choice)[17]
- 2013 включена в зал славы NightMoves[20]
- 2014 AVN Award – Best Porn Star Website – JoannaAngel.com (tied with AsaAkira.com)[21]
- 2015 AVN Award – Best Porn Star Website – JoannaAngel.com[22]
- 2016 включена в зал славы AVN[23]
- 2016 включена в зал славы XRCO[24]
- 2018 XBIZ Award - Best Actress - Comedy Release and Best Sex Scene - Comedy Release, (Jews Love Black Cock (Burning Angel/Exile)[25]